# Nikolaï Pounine
Pour les articles homonymes, voir Pounine.
Nikolaï Nikolaïevitch Pounine (en russe : Николай Николаевич Пунин), né le 16 novembre 1888 à Helsingfors et mort le 21 août 1953, est un historien d'art soviétique victime des purges staliniennes qui vécut avec Anna Akhmatova.

## Biographie

### Carrière
Pounine naît à Helsingfors dans le grand-duché de Finlande, où son père sert en tant que médecin militaire. Il sort du lycée de Tsarskoïe Selo en 1907. De 1913 à 1916, il collabore à la revue illustrée Apollon, spécialisée en art, critique littéraire et théâtrale, etc., ce qui le détourne d'une carrière universitaire. C'est à cette époque qu'il fait la connaissance d'Anna Akhmatova. Il travaille de 1913 à 1934 au musée Russe et au musée de l'Ermitage en tant que commissaire. Il dirige une commission qui organise en 1927 une exposition sur les nouvelles tendances artistiques qui se tient au musée Russe. Il est renvoyé en 1934 à cause du début de la répression stalinienne à l'égard des milieux de l'intelligentsia.
Pounine fut vice-directeur de l'institut culturel artistique d'État de Léningrad et professeur d'histoire de l'art à l'université d'État de Léningrad et à l'institut de peinture, de sculpture et d'architecture de l'Académie des beaux-arts. Il est l'auteur entre autres de La Gravure japonaise (1915), Andreï Roublev (1916), Tatline (1921), et publie en 1920 son cycle de cours intitulé L'Art moderne et, en 1927-1928, Les dernières tendances de l'art russe et en 1940 un manuel sur l'histoire de l'art occidental.

### Arrestations et mort
Pounine est arrêté une première fois en 1921 dans le cadre de la conspiration de Tagantsev qui frappe l'intelligentsia. Il est arrêté une deuxième fois au début des années 1930, lorsque Staline affirme son pouvoir. La poétesse Anna Akhmatova se rend alors en urgence à Moscou auprès de Boris Pasternak pour lui demander d'intervenir auprès des autorités. Pounine est libéré. Il est de nouveau arrêté une troisième fois en 1949, dans le cadre de l'affaire de Léningrad, et cette fois-ci envoyé au goulag. Il meurt en 1953 au camp de travail pénitentiaire d'Abez du Vorkoutlag près de la ville d'Inta dans la république des Komis. Il est réhabilité de manière posthume.

## Famille
Pounine épouse en 1917 Anna Evguenievna Arens, sœur du biologiste Lev Arens, dont il a une fille, Irina. À partir de 1923, il vit avec la poétesse Anna Akhmatova (jusqu'en 1938). Beaucoup de poèmes de la grande poétesse russe lui sont dédiés. 
Ses frères sont Alexandre (1890-1942), Leonid (1892-1916) et Lev (1897-1963). Ceux-ci s'engagent au début de la Première Guerre mondiale dans la cavalerie qui se bat sur le front du Nord. Leonid meurt au combat en tant que lieutenant. Alexandre, qui combat dans la même formation, s'intéresse depuis son plus jeune âge à la botanique et, à la veille de la guerre, sort de ses études de sciences naturelles et d'expéditions botaniques dans l'Arctique. Il épouse la sœur de l'épouse de son frère aîné, Zoé Arens. Il soutient la révolution de Février et parvient, en tant qu'ataman, à conserver la discipline de ses hommes au front. Lev et Alexandre parviennent au grade de capitaine, et sont démobilisés à la Révolution d'Octobre. Dès lors Alexandre se consacre à la botanique et devient directeur d'école. Sa famille se réfugie (avec ses archives) chez Nikolaï, le frère aîné, au début des purges staliniennes des années 1930, craignant l'arrestation. Alexandre Pounine meurt de faim pendant le siège de Léningrad, le 9 février 1942.